# Kenshi (vídeo game)
Kenshi é um RPG desenvolvido e publicado pela Lo-Fi Games para Windows. O jogo no estilo sandbox da liberdade para o jogador fazer o que quiser no seu mundo, sem uma história linear.  's Kenshi foi liderado principalmente por uma única pessoa ao longo de doze anos e foi lançado em 6 de dezembro de 2018.
Kenshi ocorre em um cenário pós-apocalíptico e permite ao jogador personalizar livremente todas as facetas da personalidade de seus personagens e o papel no mundo do jogo. O jogo recebeu críticas positivas dos críticos, que comentaram sobre sua profundidade e dificuldade.

## Jogabilidade
Kenshi é um videogame RPG de mundo aberto com elementos de estratégia em tempo real que não possui narrativa linear. Ocorre em um cenário pós-apocalíptico, onde é incrivelmente difícil para a vida sobreviver. O jogador começa sem habilidades e luta para sobreviver nos estágios iniciais do jogo. As habilidades são niveladas por meio de ações, como aumentar o nível de roubo roubando itens, várias habilidades de combate lutando, e o jogador pode recrutar outras unidades para aumentar seu esquadrão. O jogador pode recrutar personagens de várias facções e espécies diferentes para se juntar ao seu esquadrão e, eventualmente, construir uma cidade sozinho. Como parte do sistema de danos, os membros podem ser cortados ou danificados individualmente, com a opção de substituí-los por próteses, se disponíveis. Kenshi tem muitos locais não-jogadores, de tamanhos que variam de um único edifício a grandes cidades. O jogo inclui um sistema de estados mundiais que cria reações à morte de pessoas notáveis. Essas reações aos vácuos de poder podem resultar na criação de novos locais ou na tomada de cidades por novas facções. As zonas em Kenshi não são apenas estéticas, pois possuem qualidades específicas, como tipos de solo, terreno e disponibilidade de recursos. Esses fatores entram em jogo quando os jogadores estão construindo postos avançados. O clima é uma preocupação constante, quer o jogador decida ou não construir um posto avançado, com alguns tipos (como chuva ácida ) causando efeitos nocivos.

## Desenvolvimento
Kenshi foi desenvolvido principalmente por uma única pessoa, Chris Hunt, que começou o desenvolvimento por volta de 2006–2008. Hunt trabalhou como guarda de segurança em meio período para sobreviver nos primeiros anos de desenvolvimento do jogo. Depois de cinco ou mais anos trabalhando em seu emprego de segurança, Hunt conseguiu deixar seu emprego de meio período e trabalhar no jogo em tempo integral após obter sucesso inicial com o jogo. Ele trabalhou sozinho no projeto até 2013, quando conseguiu contratar uma pequena equipe que trabalha com ele no projeto. Hunt descreveu o mundo como "espada-punk" e foi especificamente inspirado por histórias de rōnin errantes e a ideia de um sobrevivente viajando por um terreno baldio.
Hunt descreveu seu ímpeto para criar o jogo como sua aversão ao "controle" que outros RPGs têm quando começam. Em seu mantra geral para projetar o jogo, Hunt afirmou que se considerava o inimigo do jogador. A área jogável do jogo é de 870 km2 (340 sq mi), que foi feito para colocar áreas perigosas e desafiadoras entre as recompensas que os jogadores podem procurar. Hunt queria que diferentes áreas do mapa tivessem diferentes temas ou facções que os fizessem sentir-se únicos, como aquele que trata as personagens femininas de maneira diferente dos homens.
O jogo foi lançado pela primeira vez em acesso antecipado em 2013 antes de seu lançamento oficial em 6 de dezembro de 2018.

## Recepção
Kenshi recebeu "críticas geralmente favoráveis", de acordo com o agregador de críticas Metacritic .  Robert Zak, da PC Gamer 's elogiou o tamanho gigante e o escopo do jogo, mas observou que o jogo pode ficar "sujo" e que a interface do usuário "pode ficar complicada conforme o número do seu grupo aumenta". Rock, Paper, Shotgun notou a profundidade do jogo e comparou Kenshi positivamente com Dwarf Fortress .

## Sequência
Em março de 2019, um prequel construído no Unreal Engine, Kenshi 2, foi anunciado.